# ウィローズ (カリフォルニア州)
ウィローズ（英: Willows）は、アメリカ合衆国カリフォルニア州北部グレン郡の都市であり同郡の郡庁所在地である。郡庁所在地としてカリフォルニア・ハイウェイパトロール、カリフォルニア州自動車部、およびアメリカ合衆国開墾局などの地域事務所が市内にある。2000年国勢調査での人口は6,220人だったが、2010年では6,166人と約1％減少した。

## 歴史
1876年にウィロー郵便局が開局した。その名前は1916年にウィローズに変更された。

## 地理
ウィローズは北緯39度31分28秒 西経122度11分37秒 / 北緯39.52444度 西経122.19361度に位置する。アメリカ合衆国国勢調査局に拠れば、市域全面積は2.9平方マイル (7.5 km2)であり、このうち陸地は2.9平方マイル (7.4 km2)、水域は0.04平方マイル (0.1 km2)で水域率は1.04％である。

## 人口動態
以下は2000年の国勢調査による人口統計データである。
| 基礎データ - 人口: 6,220人 - 世帯数: 2,134世帯 - 家族数: 1,513家族 - 人口密度: 836.8人/km2（2,168.5人/mi2） - 住居数: 2,368軒 - 住居密度: 318.6軒/km2（825.6軒/mi2） 人種別人口構成 - 白人: 69.3% - アフリカン・アメリカン: 0.9% - ネイティブ・アメリカン: 2.3% - アジア人: 10.3% - 太平洋諸島系: 0.2% - その他の人種: 12.3% - 混血: 4.8% - ヒスパニック・ラテン系: 23.3% 年齢別人口構成 - 18歳未満: 32.7% - 18-24歳: 9.6% - 25-44歳: 26.4% - 45-64歳: 19.0% - 65歳以上: 12.4% - 年齢の中央値: 31歳 - 性比（女性100人あたり男性の人口） - 総人口: 98.1 - 18歳以上: 92.4 | 世帯と家族（対世帯数） - 18歳未満の子供がいる: 38.5% - 結婚・同居している夫婦: 52.1% - 未婚・離婚・死別女性が世帯主: 14.2% - 非家族世帯: 29.1% - 単身世帯: 24.7% - 65歳以上の老人1人暮らし: 11.03% - 平均構成人数 - 世帯: 2.83人 - 家族: 3.40人 収入と家計（2007年推計） - 収入の中央値 - 世帯: 27,466米ドル - 家族: 35,856米ドル - 性別 - 男性: 30,297米ドル - 女性: 22,159 米ドル - 人口1人あたり収入: 12,523米ドル - 貧困線以下 - 対人口: 24.6% - 対家族数: 17.7% - 18歳未満: 39.6% - 65歳以上: 9.4% |

## 政治
カリフォルニア州議会では、上院の第4および下院の第2選挙区に属している。連邦議会下院ではカリフォルニア州第2選挙区に属し、クック投票動向指数では共和党+13となっている。2010年時点ですべて共和党議員が務めている。

## 著名な出身者と住人
- エース・アダムズ、メジャーリーグベースボール選手、オールスター戦にも出場、ウィローズ生まれ[5]

- フロイド・H・ノルタ（1900年–1974年）、空中消防活動の開拓者、第一次世界大戦では陸軍航空隊所属、ウィローズに戻って1927年にノルタ・フライング・サービス、後のウィローズ・フライング・サービスを設立。1930年代には初めて農業用の「種まき飛行機」を開発、後にクロップ・ダスティング・エアクラフトとした。メンドシーノ国立の森のために運用可能な空中給油機を初めて開発し、これは後にカリフォルニア州森林部を始め国中の消防機関に使用された。